# Exposed (album Mike’a Oldfielda)
Exposed – koncertowy album Mike’a Oldfielda wydany w roku 1979 roku. Jest to zapis koncertowych nagrań europejskiej trasy koncertowej, która odbyła się w marcu oraz kwietniu 1979 roku. 

## Lista utworów
Album zawiera utwory:
1. „Incantations (Parts 1 & 2)” (Mike Oldfield) – 26:30
2. „Incantations (Parts 3 & 4)” (Mike Oldfield) – 20:50
3. „Tubular Bells (Part 1)” (Mike Oldfield) – 28:36
4. „Tubular Bells (Part 2)” (Mike Oldfield, z wyjątkiem „The Sailor's Hornpipe”) – 11:09
5. „Guilty” (Mike Oldfield) – 6:22